# Ladislaus Hengelmüller von Hengervár
Ladislaus Hengelmüller von Hengervár, in ungherese: László Hengelmüller von Hengervár (Pest, 2 maggio 1845 – Abbazia, 22 aprile 1917), è stato un diplomatico e nobile austriaco.

## Biografia
Nato a Pest (attuale Budapest) il 2 maggio 1845, Ladislaus Hengelmüller von Hengervár era membro di una famiglia tedesca residente da secoli in Ungheria. Suo padre, Michael Hengelmüller, era un ufficiale di corte austriaco. Il 3 aprile 1893, sposò la contessa Marie Dunin-Borkowska (1859–?), figlia del conte Alfred Dunin-Borkowski (1834–1895) di Dresda.
Ladislaus servì nella cancelleria della corte ungherese e per il ministero delle finanze, dopodiché iniziò la sua carriera diplomatica. Nel 1868 venne nominato cancelliere del consolato di Cina e Giappone e quindi lavorò per breve tempo nel ministero degli esteri a Vienna. Dopo un breve periodo al consolato di Budapest, venne posto dapprima a Washington e poi a Berlino tra il 1870 ed il 1874. Nel 1875 venne nominato responsabile di un trattato commerciale con la Germania e venne quindi inviato all'ambasciata di Parigi nel 1876 e poi a quella di Londra nel 1879. In quella  posizione rimase per quasi un decennio, distinguendosi ed acquisendo una buona reputazione tra gli inglesi, riuscendo persino ad ottenere pubbliche scuse dal primo ministro britannico William Gladstone, noto per le sue posizioni irremovibili.
Nel 1887, Hengelmüller venne nominato ambasciatore imperiale a Belgrado proprio all'indomani della guerra serbo-bulgara del 1885-1886 e riuscì ad ottenere una certa influenza sul sovrano serbo Milan I, il cui trono sostanzialmente dipendeva all'epoca dal supporto austroungarico. Nel 1889, ottenne il titolo nobiliare e venne nominato consigliere privato dell'imperatore. Nel 1891 divenne ambasciatore imperiale in Brasile ed infine nel 1894 approdò con la medesima carica negli Stati Uniti.
Descritto come uomo intelligente e d'esperienza, Hengelmüller von Hengervár divenne molto popolare e ben rispettato durante il suo lungo periodo di servizio a Washington.
Sul finire del 1902 venne informato che la sua legazione sarebbe stata avanzata al rango di ambasciata. Già nel 1896 del resto era stato proprio lui ad avanzare tale richiesta sia all'imperatore Francesco Giuseppe che al ministro degli esteri Goluchowski. Il 27 dicembre presentò le sue credenziali al presidente Roosevelt e divenne de facto il primo ambasciatore austroungarico negli Stati Uniti.
Nell'autunno del 1906 il suo nome venne fatto nella rosa dei possibili successori del conte Goluchowski come ministro degli esteri austriaco, ma l'incarico venne invece assegnato al suo amico di lunga data, il conte Alois Lexa von Aehrenthal. Il 13 dicembre 1906 venne elevato al rango di barone.

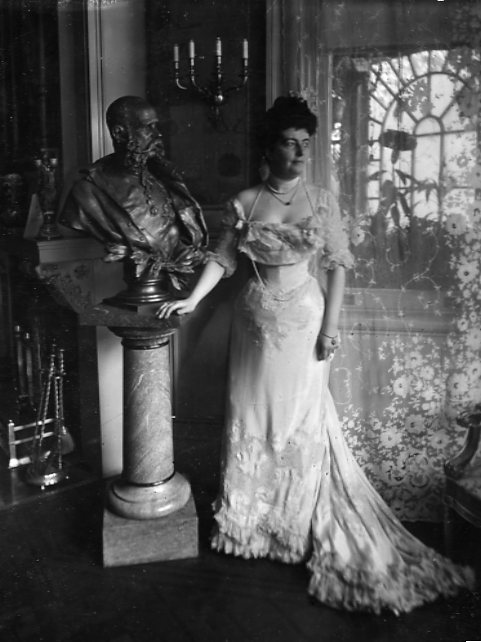
La contessa Marie Dunin-Borkowska

Il barone Hengelmüller von Hengervár presenziò il 10 gennaio 1908 alla cerimonia tenutasi al Waldorf-Astoria Hotel di New York quando il priorato americano del Sovrano Militare Ordine di Malta venne ufficialmente istituito. Nel 1909 siglò un arbitrato tra gli Stati Uniti e l'Impero austro-ungarico.
Hengelmüller era divenuto ottimo amico dell'ex presidente Roosevelt, e quando questi visitò l'Austria-Ungheria nel 1910, il barone lo ospitò nella sua residenza. Roosevelt scrisse inoltre la prefazione del libro di Ladislaus Hengelmuller sulla figura del principe Rákóczi, capo della rivolta ungherese contro gli Asburgo nel XVIII secolo, dato alle stampe nel 1913.
Nell'autunno del 1912 annunciò formalmente il suo ritiro dalla carriera diplomatica ed il suo ritorno definitivo a Vienna dopo quasi vent'anni di servizio a Washington. Gli succedette nella posizione Konstantin Dumba, che rimase nel ruolo sino al 1915 quando venne dichiarato persona non grata ed espulso dal presidente Wilson.
Nel 1910 Hengelmüller von Hengelvár venne incluso tra i membri della Camera dei signori d'Austria, e morì poi ad Abbazia in Istria, il 22 aprile 1917.

## Opere
- Franz Rákóczi und sein Kampf für Ungarns Freiheit 1703-1711, Berlin, Deutsche Verlags-Anstalt, 1913 (translation as Hungary's fight for national existence, or the history of the great uprising led by Francis Rakoczi II. 1703-1711, London, Macmillan, 1913).
- Austria-Hungary and the War (together with Albert Graf Apponyi von Nagy-Appony, Konstantin Dumba and Alexander Nuber von Pereked), New York, Austro-Hungarian Consulate-general, 1915.